# 東京ディズニーシー10thアニバーサリー “Be Magical!”
東京ディズニーシー10thアニバーサリー “Be Magical!”（とうきょうディズニーシー テンスアニバーサリー“ビーマジカル”）は、2011年9月4日から2012年3月19日までの期間、東京ディズニーシーで開催された開業10周年アニバーサリーイベントの総称。期間限定で開催された「Be Magical! （グリーティングショー）」や中止となった「東京ディズニーシー10thアニバーサリーツアー“Be Magical!”」の名称でもある。当初は2011年4月23日からの開幕を予定していたが、東日本大震災の影響から、開催延期となり、東京ディズニーシーの開園日でもある9月4日からの開幕となった。

## テーマソング
東京ディズニーシーの10周年のテーマソングとして、『It'll Be Magical!』が新規に作成された。

## 年間開催スケジュール
当初の予定では、10周年アニバーサリーイベントに含まれていたスケジュール
- 2011年4月28日
  - 『ファンタズミック!』レギュラーショーとして公演開始。
  - 『テーブル・イズ・ウェイティング』レギュラーショーとして公演開始。
  - 『ミッキー&フレンズ・グリーティングトレイル』新規オープン。

- 2011年7月8日
  - 『ヴィレッジ・グリーティングプレイス』新規オープン。

- 2011年7月8日〜8月31日
  - 『サマーオアシス・スプラッシュ』開催。
  - 『ディズニーキッズ・サマーアドベンチャー』開催。

- 2011年7月18日
  - 『ジャスミンのフライングカーペット』新規オープン。

10周年アニバーサリーイベントのスケジュール(5月6日発表)
- 2011年9月4日〜2012年3月19日
  - 『Be Magical!』開催。(2011年11月7日〜2012年1月5日除く)

- 2011年11月7日〜12月25日
  - 『クリスマス・ウィッシュ』開催。

- 2012年1月1日〜1月5日
  - 『お正月のプログラム』開催。

開催中止となった10周年アニバーサリーイベントのスケジュール(5月6日発表)
- 2011年9月9日〜10月31日
  - 『ディズニー・ハロウィーン』

- 2012年1月下旬〜3月19日
  - 『10周年フィナーレイベント』

## Be Magical! (グリーティングショー)
2011年9月4日から2012年3月19日に開催されたグリーティングショー。2011年11月7日から2012年1月5日の期間はクリスマスイベント、正月イベントのため公演しなかった。
当初の予定では、2011年4月23日から6月30日に開催予定で、ゲスト参加型のショーとなる予定だった。
公演情報
- 公演場所:メディテレーニアンハーバー
- 公演回数:1日2〜3回
- 公演時間:約20分
- 出演者数:約100名

登場キャラクター
- ミッキーマウス
- ミニーマウス
- ドナルドダック
- デイジーダック
- グーフィー
- チップとデール
- プルート
- マックス
- ダッフィー
- ホセ・キャリオカ
- パンチート
- スティッチ
- ジーニー、アラジン、ジャスミン
- アリエル、エリック王子
- キング・ルーイ、モンキー
- ピノキオ
- ブレア・ラビット、ブレア・フォックス
- プーさん、ティガー、イーヨー
- マリー
- トゥイードル・ディー、トゥイードル・ダム、ホワイト・ラビット
- サンパー、ミスバニー

## 東京ディズニーシー10thアニバーサリーツアー“Be Magical!”
2011年3月27日から6月17日まで、全国19都市で開催予定だった東京ディズニーシーの開業10周年記念の無料イベント。東日本大震災の影響により、全て中止となることが3月18日に発表された。

## 東京ディズニーシー・ホテルミラコスタ10thアニバーサリー
2001年9月4日に開業した東京ディズニーシー・ホテルミラコスタも同じく開業10周年となるため、レストラン内やラウンジ内でのイメージ飾りつけ、スペシャルメニューなどが提供された。

## その他
当初開催が予定されていたが、東日本大震災の影響により開催中止となったイベントがある。
- 東京ディズニーシー10thアニバーサリーツアー“Be Magical!”
- 東京ディズニーシー10thアニバーサリー“スペシャルナイト”（2011年4月22日）[3]
- 「あなたが選ぶポップコーン・キャンペーン」
- ディズニーホテル宿泊者向けの特典「東京ディズニーシー・アーリーエントリー」[4]（2011年6月1日〜7月1日）。
- 『ディズニー・ハロウィーン』(2011年9月9日〜10月31日)
- 『10周年フィナーレイベント(当初はタイトル未定で発表されていた)』(2012年1月下旬〜3月19日)